# Glendale, California
Glendale (/[invalid input: 'icon']ˈɡlɛndeɪl/) là một thành phố tại quận Los Angles, tiểu bang California, Hoa Kỳ. Thành phố nằm trong Vùng Đại Los Angeles. Dân số theo điều tra năm 2005 của Cục điều tra dân số Hoa Kỳ là 199.465 người còn dân số theo điều tra năm 2010 là 194.973 người, là thành phố lớn thứ 3 ở quận quận Los Angeles, là thành phố lớn thứ 22 bang California. Thành phố Glendale nằm ở cuối phía đông San Fernado Valley, chia đôi bởi các núi Verdugo và là một ngoại ô của Vùng Đại Los Angeles. Thành phố về phía tây bắc giáp Sun Valley và Tujunga, đông bắc giáp La Cañada Flintridge và La Crescenta; phía tây giáp Burbank và Griffith Park; phía đông giáp Eagle Rock và Pasadena; phía nam giáp Atwater Village, đông nam giáp Glassell Park. Các đường cao tốc Golden State, Ventura, Glendale, và Foothill chạy qua thành phố.